# Heliothis peltigera
Heliothis peltigera, auch  Bilsenkraut-Blüteneule genannt, ist ein Schmetterling (Nachtfalter) aus der Familie der Eulenfalter (Noctuidae).

## Merkmale

### Falter
Die Flügelspannweite der Falter beträgt 29 bis 40 Millimeter. Die Grundfarbe der Vorderflügel variiert in verschiedenen gelblichen und bräunlichen Tönungen. So kommen strohgelb oder auch beige braun gefärbte Exemplare vor, die zuweilen auch leicht rötlich überstäubt sein können. Eine Verlängerung der schwarzbraunen Nierenmakel reicht bis zum Vorderrand. Nur durch einen sehr kleinen Punkt sind die Ringmakel angedeutet. Zapfenmakel sind meist nicht erkennbar. Die Wellenlinie endet am Vorderrand in einem deutlichen braunen Fleck. Auf den graubraunen Hinterflügeln sind ein schwarzer Mittelfleck sowie ein breites dunkles Saumband mit weißen Fransen erkennbar.

### Raupe
Die Raupen sind gelbgrün gefärbt, haben rotbraune Querbinden mit feinen weißen Punkten, graue Rücken- und Nebenrückenlinien sowie weißliche Seitenstreifen.

### Ähnliche Arten
- Heliothis nubigera zeigt weniger markante Nierenmakel und hellere Hinterflügel.
- Die Baumwoll-Kapseleule (Helicoverpa armigera) ist meist heller und kontrastärmer gefärbt. Die Nierenmakel sind undeutlich und nicht mit dem Vorderrand verbunden.

## Verbreitung und Lebensraum
Heliothis peltigera ist in der gesamten mediterranen und subtropischen Paläarktis verbreitet. In Afrika reicht das südliche Vorkommen bis in den Sudan und nach Eritrea, in Europa ist die Art im Mittelmeergebiet bodenständig. Sie ist ein regelmäßiger Zuwanderer Richtung Norden und fliegt bis nach England und Fennoskandinavien. Die  Wärme liebende Art kommt hauptsächlich an warmen Hängen, heißen Ödländereien und Gärten vor.

## Lebensweise
Die Falter sind überwiegend tagaktiv und besuchen verschiedenen Blüten wie z. B. auch den Schmetterlingsflieder (Buddleja davidii). Sie fliegen im Frühsommer nach Norden und bilden dann eine Herbstgeneration im August und September. Die darauf folgenden Individuen überstehen aber den Winter in Mitteleuropa nicht. Die Raupen ernähren sich polyphag von den Blättern, Blüten und im Besonderen den Samen verschiedener Pflanzen. Dazu gehören Bilsenkraut (Hyoscyamus), Schwarze Tollkirsche (Atropa belladonna), Wiesensalbei (Salvia pratensis), Dornige Hauhechel (Ononis spinosa) und andere. In südlichen Ländern sind die Raupen auch an Kulturpflanzen anzutreffen und können sogar schädlich werden.

## Gefährdung
Heliothis peltigera fliegt regelmäßig, aber in sehr unterschiedlicher Anzahl nach Deutschland als Wanderfalter ein und kann in klimatisch günstigen Jahren durchaus zahlreich auftreten. Die Art wird auf der Roten Liste gefährdeter Arten in einigen Bundesländern als Irrgast geführt.